# Ontario Lacus
Ontario Lacus és un llac proper al pol sud del satèl·lit de Saturn Tità. Al mes de juliol de 2008 es va confirmar que conté età líquid, esdevenint Tità el segon cos del sistema solar que presenta líquids a la seva superfície. El nom li fou posat en referència al llac Ontario a Amèrica del Nord, amb el que comparteix una forma similar.
Observacions fetes per la missió Cassini-Huygens al març de 2007 semblen confirmar que Tità conté llacs d'hidrocarburs.